# Studia Maritima
Studia Maritima – rocznik ukazujący się od 1978 roku w Szczecinie. Wydawcą jest Komitet Nauk Historycznych PAN oraz Uniwersytet Szczeciński. Rocznik wydawany jest w języku angielskim i niemieckim. Publikowane są w nim artykuły naukowe, recenzje, materiały dotyczące tematyki morskiej. Pierwszym redaktorem naczelnym była Maria Bogucka,obecnie tę funkcję pełni Edward Włodarczyk. 